# Ketawang Daleman
Ketawang Daleman is een bestuurslaag in het regentschap Sumenep van de provincie Oost-Java, Indonesië. Ketawang Daleman telt 2071 inwoners (volkstelling 2010).